# R. Székely Julianna
R. Székely Julianna (Budapest, 1948. május 7.) magyar újságíró.

## Életpályája
Szülei: Dr. Székely János jogász és Sándor Erzsébet.
 1967-1972 között az Eötvös Loránd Tudományegyetem Bölcsészettudományi Kar (ELTE BTK) magyar-angol szakán tanult.
 1972-1976 között az Ifjúsági Magazin munkatársa volt. 1976-1986 között az Új Tükör munkatársa, 1986-1989 között főmunkatársa volt. 1991-2006 között a Magyar Hírlap főmunkatársaként dolgozott.

## Művei
- Aki bújt, aki nem (riportkötet), 1984
- Ki a hunyó? (riportkötet), 1989
- Császármetszés – Fejlődési napló, Héttorony, Budapest, 1992
- Hátsó pöff (publicisztikai válogatás), 1993
- A levehető tetejű Hófehérke (publicisztikai válogatás), 1992–1998
- Szabad egy ezredfordulóra? Zsebtükör, Fekete Sas, Budapest, 2001
- Türelmi zóna – Tegnapok, Ab Ovo, Budapest, 2006

## Díjai, kitüntetései
- MÚOSZ-nívódíj (1987)
- Rózsa Ferenc-díj (1988)
- Joseph Pulitzer-emlékdíj (1992)
- Aranyolló-díj (1994)
- Táncsics Mihály-díj (1996)
- Minőségi Újságírásért díj (1999)
- Bossányi Katalin-díj (2006)
- Pro Europa sajtódíj (2007)